# Amêijoa
Amêijoa é a designação comum dada a várias espécies de moluscos bivalves da ordem Veneroida, nomeadamente os pertencentes às famílias Lucinidae, Cardiidae e Veneridae. Muitos são utilizados na alimentação humana. No Brasil, as amêijoas são mais frequentemente conhecidas pelo seu nome em língua italiana "vongole" (palavra do gênero feminino, plural de "vongola") embora também sejam chamados regionalmente de marisco-pedra, massunim, sarnambi ou berbigão.
A amêijoa apresenta trinta por cento a mais de proteína que o mexilhão, outro fruto do mar muito apreciado mundo afora.

## Algumas espécies
- Phacoides pectinatus - da família dos Lucinídeos. A sua área de distribuição estende-se dos Estados Unidos até ao sul do Brasil. É constituída por duas conchas ovais semelhantes, de cor branca e opaca, medindo cerca de 9 cm de comprimento. Recebe também o nome de lambreta, sarnambi ou sernambi.
- Eucallista purpurata - da família dos Venerídeos. A sua área de distribuição estende-se do sudeste brasileiro até à Argentina. As suas conchas são de cor rosada com listas concêntricas amareladas. São, tal como a anterior, chamadas de sarnambi ou sernambi.
- Corbicula fluminea - conhecida por amêijoa-asiática.
- Ruditapes decussatus - conhecida por amêijoa-fina.
- Ruditapes philippinarum - conhecida por amêijoa-japonesa.
- Venerupis pullastra - conhecida por amêijoa-babosa.
- Mercenaria mercenaria - conhecida por amêijoa-mercenária ou amêijoa-quahog.

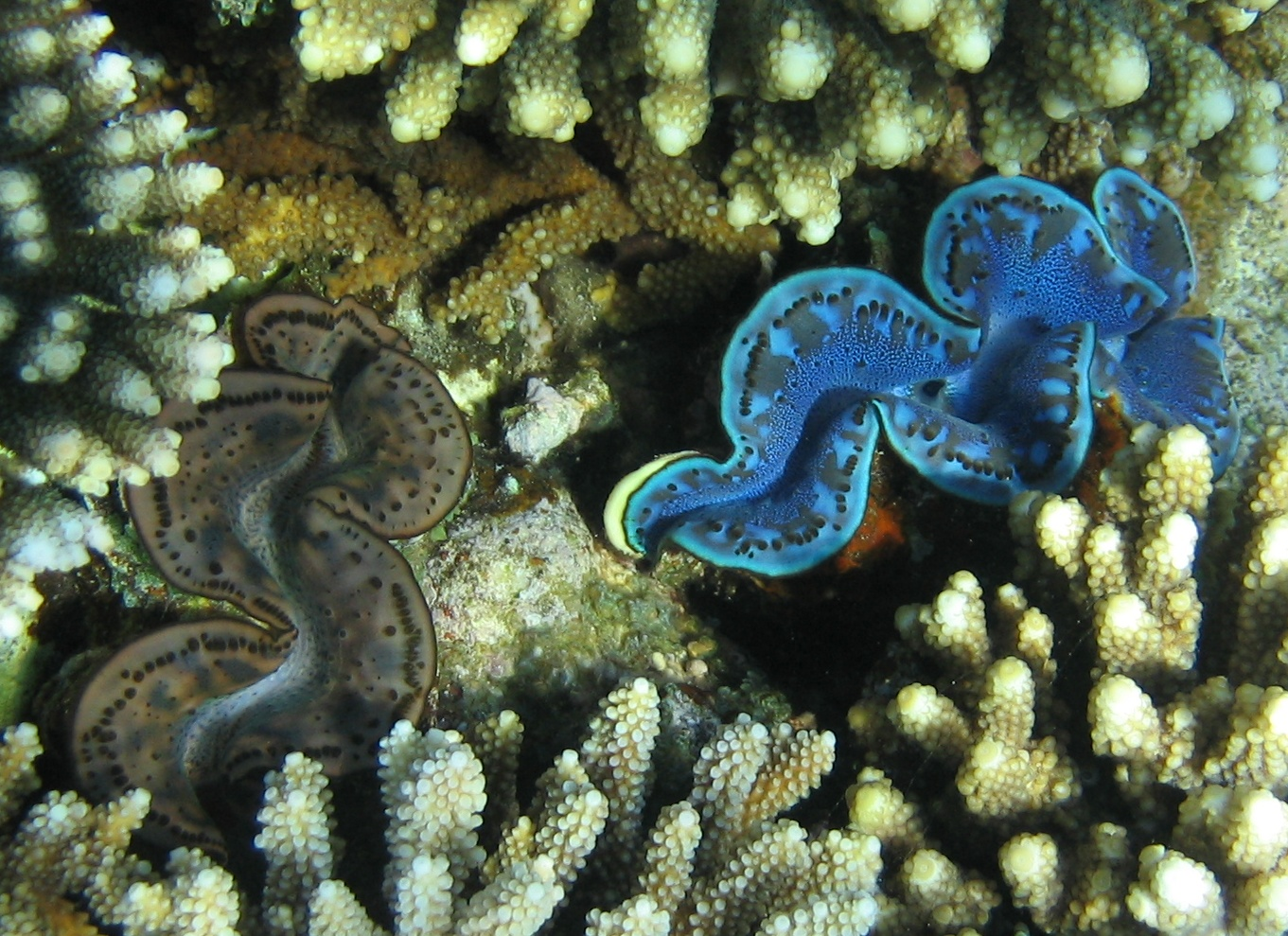
Tridacna maxima.

## Usos humanos

### Aquário
A Tridacna maxima, uma espécie de amêijoa gigante, é uma espécie popular para os aquários de água salgada.

### Em contexto religioso
A civilização Moche do Peru antigo venerava o mar e seus animais. Eles frequentemente representavam amêijoas em sua arte.
Nas tradições judias todos os moluscos são considerados não Cashrut e portanto estritamente evitados por judeus.

### Como moeda
Algumas espécies de amêijoas, principalmente a Mercenaria mercenaria, foram usadas pelos ameríndios Algonquinos do leste da América do Norte para manufaturar wampum, um tipo de moeda com conchas.[carece de fontes?]